# Morphotelus sequens
Morphotelus sequens är en mångfotingart som först beskrevs av Chamberlin 1951.  Morphotelus sequens ingår i släktet Morphotelus och familjen Chelodesmidae. Inga underarter finns listade i Catalogue of Life.